# Félix Gustave Saussier

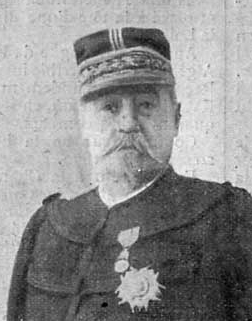
Félix Gustave Saussier en 1899

Félix-Gustave Saussier ( Troyes, 16 de enero de 1828 - 20 de diciembre de 1905, castillo de Thimecourt, Luzarches) fue un general francés.

## Biografía
Ingresó la Escuela Militar Especial de Saint-Cyr a los 20 años, de donde emigró en 1850.
Subteniente del regimiento de la Legión Extranjera, fue ascendido a teniente en la Guerra de Crimea donde resultó herido y condecorado con la legión de honor en 1855 por François Certain Canrobert. Herido en Gran Cabilia, participó luego en la campaña de Italia de 1859, en la Batalla de Magenta y en la Batalla de Solferino.
En 1861, fue castigado durante dos meses en una prisión militar por haber discutido delante de la tropa, "en un estado de furor increíble", un castigo que le infligió su comandante.
Fue luego a la campaña de México con la Legión Extranjera. Allí fue convertido en oficial de la legión de honor en consecuencia del asiento de Oaxaca.
Al Mando de la compañía de Paso del Macho, es el último en ver la 3.ª compañía del regimiento Extranjero antes de la Batalla de Camerone.
Nombrado teniente coronel a su regreso de México, dejó las filas de la Legión Extranjera. Sirvió entonces en el Regimiento 41.ª de infantería en el curso de la batalla de Metz. Era coronel en 1870 cuando participó en las batallas de Borny-Colombey, Saint-Privat y se opuso a la capitulación de François Achille Bazaine. Encerrado en la ciudadela de Graudenz sobre el Vístula, se escapó y sirvió en el ejército del Loira. Preso por los prusianos en la derrota de Metz, se evade de Colonia para luego regresar a Francia.
Fue nombrado general de brigada durante el armisticio. En el curso de la insurrección de Argelia de 1871, dirigió la 2.ª Brigada activa que formó la columna de Cabilia oriental y combatió de abril a octubre de ese año.
Elegido diputado republicano del Alba en 1873, regresó de nuevo el ejército en 1878 para ser nombrado general de división. En 1879, comandó el 19.º Cuerpo de ejército. Al año siguiente, dejó el mando del 6.º Cuerpo para regresar a Argelia dónde la situación era crítica. En 1881, dirigió el cuerpo expedicionario de Túnez que pacificó el país y el sur de Argelia.
En 1884, fue nombrado Gobernador militar de París. En 1887, fue candidato en la elección presidencial, sin éxito. En octubre de 1887, presidió un consejo de investigación en el marco del escándalo de las decoraciones militares.
Fue miembro del Consejo Superior de la Guerra de 1882 a 1902, del que fue vicepresidente entre 1889 a 1897.

## Saussier y elCaso Dreyfus
El historiador Henri Guillemin ha planteado la hipótesis de que el general Saussier estuvo, en cierto modo, involucrado en Caso Dreyfus. Henri Guillemin estableció que el 7 de octubre de 1894 (el día siguiente en que d'Aboville declaró reconocer la escritura de Alfred Dreyfus en el bordereau), Saussier había visitado la oficina del Ministro de la Guerra (Auguste Mercier en ese momento) Gabriel Hanotaux para solicitarle poner fin a cualquier investigación concierniente a ese asunto. Para Henri Guillemin, Saussier era el hombre que protegía a Esterhazy sin saber no obstante que este último pasaba documentos a Alemania.
Para Henri Guillemin, Sandherr, el jefe del servicio de inteligencia, sabía que Esterhazy llevaba documentos a Alemania, pero no podía confundirse porque también sabía que era protegido por Saussier. Sandherr, sin creer que Saussier era un traidor, habría hecho escribir el bordereau a Esterhazy (el bordereau no es criminal ya que no estaba firmado, ni fechado, y el destinatario no es especificado; pues Esterhazy no podía desconfiar de nada durante el dictado) para luego hacer creer que se había encontrado en la cesta de basura del agregado militar alemán Schwarzkoppen y así poder alertar a Saussier.
El hecho es que Saussier era el amante de la mujer del oficial Mauricio Weil, la cual era austríaca y cuyo marido era amigo de Esterhazy. Habrían podido robarle documentos a Saussier para darles luego a Esterhazy. La idea de Sandherr era simple: hacer copias del bordereau haciendo creer que había sido encontrado en casa del agregado militar alemán y hacerlo difundir en los despachos militares. Saussier que lo tendría ante los ojos habría percibido que ciertos documentos mencionados provenían de dentro de su casa y entonces se habría mostrado cauteloso.
Por otra parte, Schwarzkoppen precisó en sus libros que después del "descubrimiento" del bordereau, los documentos que le proporcionó Esterhazy eran, desde 1895, de menor importancia y calidad. La fuente, pues, se había secado, según Henri Guillemin.

## Condecoraciones, títulos de nobleza, distinciones
- Gran cruz de la legión de honor : 1887
- Medalla militar : 1882